# Massimo Stevanoni
Massimo Stevanoni (Verona, 28 marzo 1980) è un hockeista in-line ed ex hockeista su ghiaccio italiano.

## Carriera

### Hockey su ghiaccio
Si è formato con la squadra dei Falchi Hockey Bosco Chiesanuova, con cui ha esordito in seconda serie nella stagione 1997-1998. Passò poi nella stagione successiva all'EV Bozen 84, sempre in seconda serie; in virtù degli accordi di farm team dei biancoblu con l'Hockey Club Bolzano ebbe occasione anche di esordire in massima serie.
La stagione 1999-2000 fu la prima disputata interamente in massima serie, con la maglia dell'Hockey Club Valpellice. Vestì per quattro stagioni la maglia del Milano Vipers, con cui si aggiudicò tre titoli italiani, una Coppa Italia e due Supercoppe; in seguito si trasferì al Renon, al Cortina, ed infine al Fassa, con cui concluse la carriera nel 2007.
Ha vestito la maglia della nazionale azzurra in occasione di alcuni incontri amichevoli e di tornei dell'Euro Ice Hockey Challenge tra il 1999 ed il 2003.

### Hockey in-line
Dopo le prime esperienze da giovanissimo, cominciò a giocare ad hockey in-line con continuità con la maglia dei Diavoli Vicenza, a partire dalla stagione 2004-2005. Fino a che Stevanoni ha giocato ad hockey su ghiaccio, la sua attività si limitò tuttavia alla disputa dei play-off, a stagione sul ghiaccio terminata. Dopo il ritiro dal ghiaccio, l'impegno divenne a tempo pieno: se si eccettua una parentesi di una stagione giocata coi Lions Arezzo Hockey Club, ha vestito la maglia dei berici fino al 2014.
Nell'estate del 2014 è passato al CUS Verona Hockey, venendo poi confermato nelle stagioni successive.

## Palmarès

### Hockey su ghiaccio
- Campionato italiano: 3

Milano Vipers: 2001-2002, 2002-2003, 2003-2004
- Coppa Italia: 1

Milano Vipers: 2002-2003
- Supercoppa italiana: 2

Milano Vipers: 2001, 2002